# 梅田修一
梅田 修一（うめだ しゅういち、1974年（昭和49年）4月23日 - ）は、日本の政治家。埼玉県久喜市長（2期）。

## 来歴
埼玉県北葛飾郡鷲宮町（現・久喜市）中妻に100年続く製麺業の長男として生まれる。鷲宮保育園、鷲宮町立鷲宮小学校（現・久喜市立鷲宮小学校）、鷲宮町立西中学校（現・久喜市立鷲宮西中学校）、慶應義塾志木高等学校を経て、慶應義塾大学法学部政治学科に進学し、卒業。銀行員などを経て、保険代理店を創業。鷲宮町議会議員、久喜市議会議員を務めた。
2015年（平成27年）4月、埼玉県議会議員選挙に無所属で立候補するも落選。
2018年（平成30年）1月22日、任期満了に伴う久喜市長選挙に立候補する意向を表明。同年4月22日執行の市長選で現職の田中暄二を破り初当選を果たした。4月25日、市長就任。選挙の結果は以下のとおり。
※当日有権者数：128,490人 最終投票率：50.03%（前回比：－2.56pts）
| 候補者名 | 年齢 | 所属党派 | 新旧別 | 得票数   | 得票率 | 推薦・支持                             |
| -------- | ---- | -------- | ------ | -------- | ------ | -------------------------------------- |
| 梅田修一 | 44   | 無所属   | 新     | 33,153票 | 52.88% |                                        |
| 田中暄二 | 72   | 無所属   | 現     | 29,541票 | 47.12% | （推薦）自民党久喜支部・自民党栗橋支部 |

2022年4月17日投開票の市長選挙で再選。

## 政策・主張
- 前市長の田中暄二は東京理科大学久喜キャンパス跡地につき給食センターや生涯学習センター、こども図書館などを整備する計画でいたが[3]、梅田は「市民の要望ではない」として再検討する姿勢を打ち出し、2018年の市長選で初当選した。ところが田中が市長選告示直前の4月13日に決裁した広報「くき」2018年5月号の表紙裏のトップ記事には、東京理科大跡に全小中学校の給食センターを建設する施策について約44億円の建設費や目的、特長などが紹介されていた。梅田は市長就任日の4月25日、「くき」5月号の6万1千余部をすべて廃棄することを決定し簡易版を急きょ作成、代わりに配布した[9]。当選後の再検討の結果、給食センターについては当初の計画通り整備されることになった。なお建設費は約50億円に増加となっている[10]。
- 2021年（令和3年）6月10日、LGBTなど性的少数者のカップルが婚姻と同等の扱いを受けられる「パートナーシップ宣誓制度」を同年10月1日を目途に導入すると表明[11]。同制度は表明どおり、10月1日に導入された[12]。